# Master en comptabilité contrôle audit
Pour la revue scientifique, voir Comptabilité-contrôle-audit.
 (novembre 2016).
Si vous disposez d'ouvrages ou d'articles de référence ou si vous connaissez des sites web de qualité traitant du thème abordé ici, merci de compléter l'article en donnant les références utiles à sa vérifiabilité et en les liant à la section « Notes et références ».
En France, le Master comptabilité contrôle audit remplace, depuis la réforme LMD, la maîtrise de sciences et techniques comptables et financières (MSTCF) et prépare au Diplôme supérieur de comptabilité et de gestion (DSCG). En règle générale, l'enseignement s'y déroule dans un Institut d'administration des entreprises (IAE), mais désormais le master CCA est proposé dans une quarantaine d'universités (sur les 75 que compte la France). Il présente aussi un taux d'insertion professionnelle très élevé avec des rémunérations attractives.
L’association France Master CCA fédère les 40 Universités qui délivrent le diplôme. Aucun établissement privé n’est habilité à le proposer. Le réseau propose un cahier des charges strict et encadre le contenu des programmes et la qualité du label.

## Présentation
Le master comptabilité contrôle audit est un diplôme de troisième cycle universitaire (bac+5) se préparant en deux années. Il s'agit d'un des deux diplômes de référence dans la formation universitaire à l'expertise comptable et au commissariat aux comptes[réf. nécessaire], l'autre[réf. nécessaire] diplôme étant le DSCG (Diplôme supérieur de comptabilité et de gestion). Ces deux diplômes sont réalisés en étroite collaboration avec ces milieux professionnels. Il est considéré comme une formation d'excellence.

## Contenu de la formation
Le master CCA dispense une formation aussi bien généraliste (culture générale en sciences de gestion) que poussée dans les différents domaines de la finance d'entreprise et juridique. Il inclut au moins un stage qui fait l'objet d'un écrit et d'une soutenance orale en fin d'étude[réf. nécessaire].
- Audit
- Comptabilité approfondie
- Normes IAS/IFRS
- Consolidation
- Fiscalité
- Droit
  - Droit des affaires et des contrats
  - Droit des sociétés
  - Droit du travail
  - Droit des entreprises en difficulté
  - Droit pénal des affaires
- Gestion et politique financière
- Choix d’investissement et de financement
- Contrôle de gestion
- Contrôle budgétaire
- Gestion de trésorerie
- Système d'information
- Anglais

## Débouchés
La formation au master CCA a pour objectif général l’acquisition des savoirs théoriques et méthodologiques nécessaires pour occuper un emploi de cadre opérationnel et fonctionnel dans les métiers de l’expertise comptable, du commissariat aux comptes, de la finance d'entreprise et de marchés, du conseil, de la gestion comptable et ﬁnancière, du reporting et contrôle ﬁnancier des groupes, du contrôle de gestion, de l’audit ﬁnancier légal et de l’audit interne des organisations.
Par ailleurs, des débouchés existent également dans le domaine bancaire (secteur « entreprise » des établissements financiers) et dans la fonction publique au travers de l'administration fiscale ou encore de l'enseignement (le programme du master CCA est proche du programme de l’Agrégation d'économie et de gestion spécialité économie et gestion comptable).
Quelques exemples de postes : expert-comptable stagiaire, directeur financier, contrôleur de gestion, gestionnaire de trésorerie, auditeur, consolideur, directeur de la comptabilité, enseignant-chercheur, membre de l'administration fiscale (inspection des impôts, trésor public), etc.

## Dispenses d’épreuves du DSCG
Le master CCA est le seul diplôme qui dispense de 5 des 7 épreuves du DSCG (UE n°2, 3, 5, 6 et 7), ce dernier diplôme étant nécessaire dans la formation du futur expert-comptable. 
Les titulaires d'un master CCA obtiennent des taux réussites élevés aux deux UE manquantes : UE 1 et 4 du DSCG  
Ils peuvent par ailleurs, avec leur DSCG incomplet, débuter leur stage d’expertise comptable (il est possible de commencer le stage d'expertise comptable à partir de la validation de 4 épreuves du DSCG)  
Aucune formation n'offre les dispenses de deux unités d'enseignement (UE no 1 et 4) du DSCG.

## Conditions d'admission
L'accès au master CCA est conditionné en 1re année par l'obtention d'une licence mention économie ou gestion, par une licence accessible après réussite au Score IAE-MESSAGE (SIM)[source insuffisante] qui remplace depuis 2009 l'ancien concours MesSaGe[réf. nécessaire]. Certaines écoles exigent en plus une attestation en langue anglais type TOEIC.
Il est fortement conseillé[Par qui ?]d'avoir suivi une Licence CCA ou un DCG. En moyenne moins de 10 % des candidatures sont retenues.
Les universités proposant le master comptabilité contrôle audit, le plus souvent au travers d'un IAE :
- Institut d'administration des entreprises de Nice
- Institut d'administration des entreprises de Lyon
- Institut d'administration des entreprises Gustave Eiffel
- Institut supérieur d'expertise et d'audit de Lille (ISEA)
- Université d'Angers
- Aix-Marseille Université
- Université de Picardie Jules Verne
- Université de Bordeaux
- Université de Bretagne occidentale
- Université de Bretagne-Sud
- Université de Caen
- Université Clermont Auvergne
- Université de Bourgogne
- Université de Franche-Comté
- Le Mans Université
- Université Grenoble-Alpes
- Université de La Réunion
- Université Lille-II
- Université de Limoges
- Université de Montpellier
- Université de Lorraine
- Université de Nantes
- Université Côte d'Azur
- Université d'Orléans
- Université Paris I Panthéon-Sorbonne
- Université Paris Cité
- Université Paris-Dauphine
- Université Gustave Eiffel
- Université Paris Nanterre
- Université Paris-Saclay
- Université Paris-Est-Créteil-Val-de-Marne
- Université Sorbonne-Paris-Nord
- Institut d'administration des entreprises des Pays de l'Adour
- Institut d'administration des entreprises de Poitiers
- Université de Rennes I
- Université de Reims Champagne-Ardenne
- Université de Rouen
- IAE de Saint Etienne
- Université de Strasbourg
- Université Toulouse-Capitole
- Université de Valenciennes
- Conservatoire national des arts et métiers (CNAM)